# 程福剛
程福剛（1900年5月13日—1986年11月19日），字劍秋。山西省稷山縣人。民國37年（1948年）在寧夏省選區當選第一屆立法委員

## 生平[1][2][3]
- 甘肅公立法政專門學校法律科畢業
- 西北陸軍第七師軍法官
- 國民軍聯軍第四軍軍法官
- 國民革命軍第二集團軍第七師部軍法處長
- 國民革命軍第十五路軍總指揮部主任軍法官
- 山東聊城縣、博平縣縣長
- 寧夏省靈武縣、平羅縣、中衛縣、寧夏縣縣長
- 陸軍第十一軍軍法處處長
- 寧夏省保安司令部軍法處處長
- 寧夏省政府主任秘書
- 寧夏省軍警聯合督察處處長
- 國民革命軍第十七集團軍司令部軍法處長
- 中國國民黨寧夏省黨部委員
- 中國國民黨寧夏省黨部財務委員會主任委員
- 立法院立法委員
- 民國75年11月19日病逝[4]